# 岩崎卓爾
岩崎卓爾（いわさき たくじ、明治2年10月17日（1869年11月20日） - 昭和12年（1937年）5月18日）は日本の気象観測技術者。石垣島において気象観測を通じ台風の研究を行った一方、沖縄県八重山地方の生物や民俗、歴史に関する研究も行い、著書などを通じて、それまであまり世に知られていなかった同地を広く世に知らしめた。南方熊楠同様、当時としては珍しい地方に根を下ろした多面的文化人といえる。
号は糸数原主人、袋風荘（たいふうそう）主人、蝶仙、蝶翁。

## 経歴
明治2年10月17日（1869年11月20日）、仙台藩士の子として宮城県仙台市に生まれる。第二高等中学校（現 東北大学）へ入学するも在学中に気象技師を志し中退。中央気象台（現・気象庁）へ入庁し研修生として根室、札幌などの測候所に勤務する。
- 1891年（明治24年）仙台の第二高等中学校を退学。
- 1892年（明治25年）北海道庁札幌測候所に入所。後に根室測候所に勤務。
- 1896年（明治29年）北海道庁札幌測候所を退職。
- 1897年（明治30年）東京、中央気象台に入所。
- 1898年中央気象台付属石垣島測候所に配属。仙台の八重樫貴志と結婚。

1899年（明治31年）第2代所長に就任し、以降死去するまでの40年間を石垣島で過した。この間赴任先である沖縄県八重山地方の風土に魅せられ、気象観測の傍ら同地の社会、人文、自然科学に関する調査を独自に行う。いろんなことに一枚噛む性格だったようで、その調査対象は多岐に及ぶ。また教育振興のために1917年（大正6年）からは死去するまで八重山通俗図書館（現・沖縄県立図書館八重山分館）の第2代館長を兼務したり、島内に初の幼稚園を開設したりした。産業育成のため1914年（大正3年）には川平湾で御木本幸吉と共に黒真珠養殖業に関わったりもする。
- 1906年（明治39年）5月15日、東京へ出張途上、岐阜の名和昆虫研究所を訪れる。
- 1910年（明治43年）｢沖縄学の父｣と呼ばれる、沖縄島の伊波普猷の求めに従って、与那国島産の蛾、ヨナクニサン（オオアヤニシキ）の雌雄標本を送付。
- 1911年（明治44年）イワサキコノハを発見するも、シノニムであった。

1932年（昭和7年）所長職を退官、測候所に嘱託として残り、現在の石垣市登野城に居を構え「袋風荘」と名付け、自らを袋風荘主人と名乗る。1937年（昭和12年）5月18日死去。享年69。生前から島の土になりたいと願っていたが、妻・貴志の強い希望で遺骨は仙台に戻り、仙台市若林区南鍛冶町の泰心院に墓が建立された。戒名は「袋風院卓舟蝶仙居士」。死去して64年後の2001年（平成13年）、石垣市より名誉市民として顕彰される。

## 業績
石垣島における台風の猛烈な強風への対策として、中央気象台に対してコンクリート建築の導入を提案した。彼の提案を受け入れ、測候所の建物も1915年（大正4年）にはいちはやく鉄筋コンクリートで建て替えられている。いまや竹富島の伝統的な集落といった例外を除くと、八重山地方の建築物は、ほとんどが鉄筋コンクリート造りになっている。また台風襲来時にはこと細かにこれを観測して記録したが、1914年（大正3年）にはその際風で飛んできた石に当たって右眼を失明している。
一方で石垣島を中心とした八重山地方の生物、民俗、歴史に関する調査を行い、多数の著書を著して八重山研究の基礎を築いた。ある意味本業の気象観測や台風研究でよりもこちらの方の業績で有名で、特に生物研究においては積極的に採集を行い、得られた標本を交流のあった昆虫学者の名和靖や分類学者の松村松年などに送ったことで、多数の新種、新亜種発見や台湾、フィリピンなど熱帯特産種の日本での分布新確認に貢献した。現在日本では石垣島や八重山地方特産種である昆虫、爬虫類の多くが標準和名の頭にイワサキの4文字を冠しているのは、こうして標本を送られた各人の、彼に対する献名である。またサキシマハブのような毒蛇、オオゴマダラ、コノハチョウといったチョウを自ら飼育し、ハブに関しては防除法を、チョウに関しては食草や生態を解明した。
民俗学の研究においても多数の方言や民謡、民話などの採集に尽力し、島を訪ねた柳田國男や折口信夫ら多くの研究者を案内して八重山文化の紹介につとめている。柳田はこの訪問を契機の一つとして海上の道の学説を唱えた。

### 岩崎卓爾に献名された名を有する生物

#### 昆虫
- イワサキオオトゲカメムシ
- イワサキカメムシ
- イワサキクサゼミ
- イワサキキンスジカミキリ
- イワサキコノハ
- イワサキシロチョウ
- イワサキゼミ
- イワサキヒメハルゼミ
- イワサキヘリカメムシ

この他に4種を数えるが、それらはシノニムと判明したので現在は用いられない。

#### ヘビ
- イワサキセダカヘビ
- イワサキワモンベニヘビ

## エピソード
明治期の士族の例に漏れず、成人した頃には岩崎の実家も零落していた。赴任先に石垣島を選んだのは、彼自身がこうした僻地の気候に興味を抱いたのもあるが、当時化外の地とされていた同測候所勤務の、赴任手当を含めた高給による厚遇が目当てだった。
所長就任時は、島民が気象観測の何たるかを全く理解していなかったので、その意義重要性を説いて島中を回った。しかし、島民からは他の高圧的な態度で接する役人と同等に見られたので、天気予報が当たらず台風が島を直撃し、人的被害がでたときなどは測候所に投石されたり、ひどいときは縛られて連行され吊るし上げをくらったこともあったようである。しかし彼の八重山の人と風土を愛する心情に島民もほだされ、飾らない人柄から人望を得て慕われるようになり、晩年は天文屋の御主前（てんぶんやーのうしゅまい）、子どもたちからは なーべら（沖縄方言でヘチマのこと）うしゅーまい という愛称で親しまれた。
1913年以後は妻と7人の子を子の学業と両親の介護のため仙台に帰し、以降家族とは年に一度東京で開かれる測候所所長会議に出席のついでに会う程度であったため、家族からはひどく恨まれたようである。中央気象台からは、幾度となく技師職への昇進を提示されたうえで、東京へ来るようにとの説得がされたが「実はここが日本一空がきれいなのですと」と主張して応じようとせず、痺れを切らした当局が長年にわたる観測の功績を称え昇進、といった形で実力行使に出ると、所長職を辞して嘱託になるという、東北人らしい一徹さを露にしてまで石垣島に残った。
そこまで八重山をこよなく愛し、多数の八重山方言の記録もしていた岩崎であったが、出身地仙台の訛りが死ぬまで抜けなかった。まだ日本国に編入されて間もない沖縄の離島で、当然ながら標準語も普及していなかった当時にその状態で地元民との交流を試みたのだから、さぞかし苦労したことと思われる。また　生涯を通じて木綿の着物を着て下駄をはき、洋服、洋傘、靴といった洋装を着用することはなかった。現在、石垣島地方気象台構内には洋装を着用した銅像が残っているが、これは製作者の要望を受け入れ、洋装を着用した写真を元に建立されたもので、その写真の撮影時がおそらく、生涯において最初で最後の洋装だったと思われる。

## 主著
- 石垣島案内記 自費刊行 1909年
- 八重山童謡集 自費刊行 1912年
- ひるぎの一葉 自費刊行 1920年
- 岩崎卓爾一巻全集 伝統と現代社 1974年‐生前に雑誌等に発表した文章を含めまとめたもの

## 関連書籍
- 谷真介『台風の島に生きる‐石垣島の先覚者 岩崎卓爾』  偕成社 1976年
- 大城立裕『風の御主前 - 小説・岩崎卓爾伝』新版：角川文庫、のちケイブンシャ文庫(初刊は1974年)
- 盛口満『ゲッチョ昆虫記』 どうぶつ社 2007年 ISBN 978-4-88622-336-4